# Quitzdorf (Oberlausitz)
Quitzdorf, obersorbisch Kwětanecy, ist eine Wüstung südwestlich von Niesky in der Oberlausitz (Sachsen). Die Gemeinde wurde ab 1969 devastiert, um für die Talsperre Quitzdorf Platz zu schaffen, in der der Schwarze Schöps gestaut wird. Seit 1994 erinnert an den Ort die Gemeinde Quitzdorf am See, die aus dem Zusammenschluss der beiden westlichen Seeanrainergemeinden Kollm und Sproitz entstand.

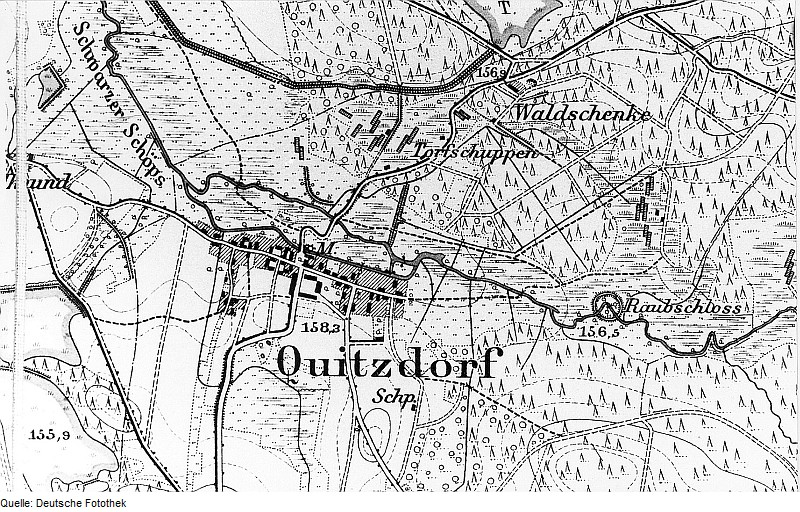
Quitzdorf auf dem Messtischblatt von 1886

## Geographie
Quitzdorf lag inmitten der Oberlausitzer Heide- und Teichlandschaft am südlichen (linken) Ufer des Schwarzen Schöps, „wo sich dieser nach Nordwesten wendet“. Der Ort war umgeben von Sproitz im Norden, See und Niesky im Nordosten, Kaana (später Reichendorf) und Jänkendorf im Südosten, Diehsa im Süden und Kollm im Westen.
Flussaufwärts befand sich leicht außerhalb des Dorfes das ‚Raubschloß‘, Überreste eines mittelalterlichen Baus. Wahrscheinlich diente es einst als Zuflucht und Versteck in ansonsten schwer zugänglichen Sumpfgebieten.

## Geschichte
Quitzdorfs erste belegte Nennung fällt ins Jahr 1404 unter dem Namen Quittensdorff. Bis ins Jahr 1521 sind mindestens sechs weitere Nennungen mit leicht variierter Schreibweise bekannt, die letzte davon als Quitzdorf. Der Ortsname ist ein deutsch-sorbischer Mischname, der ‚Dorf eines Kwětan‘ bedeutet.
Der Ort gehörte im Jahr 1540 zur sächsischen Herrschaft Gröditz, die in Quitzdorf Gerichtstage abhalten ließ.
Zwischen 1577 und 1717 gehörten – mit Unterbrechungen – das Gut und das Dorf den Herren von Nostitz. Nach dem Begräbnis der Frau von Gerssdorf auf Quitzdorf soll es zu einem Streit zwischen Kaspar von Nostitz und einem schwedischen Rittmeister gekommen sein. Zum vereinbarten Duell kam es nicht mehr, da letzterer aus dem Hinterhalt durch einen Dritten tödlich verwundet wurde. Seine Trauerfahne wurde bis 1801 in der Jänkendorfer Kirche aufbewahrt.
Seit 1783 gehörte Quitzdorf zur Herrschaft Diehsa und war seit spätestens der Reformation in Diehsa eingepfarrt.
Seit 1965 erfolgte der Bau der Talsperre, der den Abbruch des Straßendorfes ab dem Jahr 1969 nach sich zog.

### Bevölkerungsentwicklung
| Jahr | Einwohner |
| ---- | --------- |
| 1853 | 199       |
| 1871 | 200       |
| 1885 | 171       |
| 1905 | 158       |
| 1925 | 153       |
| 1939 | 156       |
| 1946 | 167       |
| 1964 | 137       |

Seit der Mitte des 19. Jahrhunderts bis 1871 hatte Quitzdorf etwa 200 Einwohner. Als Arnošt Muka ein Jahrzehnt später die Orte der Oberlausitz untersuchte, hatte er Quitzdorf keine große Aufmerksamkeit geschenkt, da das Dorf zu dieser Zeit bereits außerhalb der sorbischen Sprachgrenzen lag. Die Einwohnerzahl fiel bis 1905 auf 158. Dieser Wert wurde bis zum Anfang des Zweiten Weltkriegs gehalten. Nach dem Krieg gab es einen leichten Anstieg, der bis 1964 wieder auf 137 Einwohner abfiel. Dass wenige Jahre später von der Umsiedlung 200 Menschen betroffen waren, dürfte mit der verbesserten Arbeitslage in den umliegenden Tagebauen sowie beim Bau der Staumauer zusammenhängen.